# 松本明澄
松本 明澄（まつもと あすむ、2月26日 - ）は、日本の漫画家。京都府出身。

## 来歴
2015年、「ボーイ・ミーツ・ガンガール」が第28回月マガ新人賞グランドチャレンジにて準入選に選ばれ、『月刊少年マガジン』（講談社）2015年8月号に掲載されデビュー。2015年から2018年まで『月刊少年マガジン』で「コンビニのお嬢さま」で連載デビューを果たす。2019年から『ヤングアニマルZERO』（白泉社）で「百鬼夜京」の連載を開始。

## 作品リスト

### 連載
- コンビニお嬢さま（『月刊少年マガジン』2015年12月号[4] - 2018年12月号[5]、全6巻） - 連載デビュー作[2]。
- 百鬼夜京（『ヤングアニマルZERO』創刊号[3] - 2022年12月1日号[6]→連載終了[7]、既刊2巻）
- 立ち飲みご令嬢（『イブニング』2022年13号[8] - 2023年6号→『コミックDAYS』[9]、既刊6巻）

### 読み切り
- ボーイ・ミーツ・ガンガール（『月刊少年マガジン』2015年8月号[1]） - デビュー作[1]。
- 百姫夜京（『ヤングアニマル』2021年2号「2021新春ZERO祭り!!!」企画[10]） - 連載版とは異なる特別読み切り[10]。